# L’amore innocente
L’amore innocente („Die unschuldige Liebe“) ist eine Pastorale per musica in zwei Akten von Antonio Salieri auf einen Text von Giovanni Gastone Boccherini.
Die Uraufführung fand während des Karnevals 1770 im Wiener Burgtheater statt. Eine weitere Aufführung gab es 1772 im Kleinen Hoftheater Dresden.
Moderne Wiederaufführungen des Stückes fanden 1997 in Meran, 2000 in Salieris Heimatstadt Legnago und 2002 in Landsberg am Lech statt.